# Johann Michael Hoppenhaupt
Johann Michael Hoppenhaupt (* 25. Juni 1685 in Merseburg; † 14. September 1751 ebenda) war ein deutscher Bildhauer und Baumeister in der Zeit des Barock. Er war der Vater von Johann Michael Hoppenhaupt dem Älteren (1709–nach 1755).

## Leben
Johann Michael Hoppenhaupt wurde als Sohn des Bildhauers Michael Hoppenhaupt und der Regina, geb. Beyer, in Merseburg geboren, wo er viele Jahre im Eckhaus Große/Kleine Ritterstraße lebte. Nach der bauhandwerklichen Ausbildung bei seinem Vater ging er 1706 nach Zittau. Dort schuf er 1707 das Grabmal Leipoldt in der Kreuzkirche und
1709 den Herkulesbrunnen nördlich vom Salzhaus. Zwischen 1708 und 1711 übernahm er die Holz- und Dekorationsarbeiten für die Innenausstattung der Kirche in Hainewalde und 1709 die Ausstattung des Bibliotheksaals des Franziskanerklosters in Zittau, heute Stadtmuseum, mit Pilastern und Deckenstuck sowie vermutlich auch das Eingangstor und die Mönchsche Gruft auf dem Zittauer Kreuzfriedhof.
Als der Vater 1710 starb, kehrte er nach Merseburg zurück, um dessen Werkstatt zu übernehmen. 1711 erwarb er das Bürgerrecht. Zu seinen ersten Arbeiten nach der Rückkehr gehörte die dekorative Ausgestaltung der Gemächer des Herzogpaares Moritz Wilhelm von Sachsen-Merseburg und Henriette Charlotte von Nassau-Idstein im Ostflügel des Merseburger Schlosses, mit dem zwischen 1712 und 1715 ausgeführten Spiegelkabinett, auch Porzellankabinett genannt und Stuckarbeiten über der Hofeinfahrt. Vom Kabinett sind die noch erhaltenen Reste der Holzvertäfelung dreier Wände, die Kassettendecke und ein Kronleuchter seit 1925 in Berlin und heute im Kunstgewerbemuseum ausgestellt.
1713 erhielt Johann Michael Hoppenhaupt den Titel Fürstlich Sächsischer Hofbildhauer und 1717 die Ernennung zum Fürstlich Sächsischen Landbaumeister. Zu seinen weiteren Arbeiten zählen die Dorfkirche in Oberbeuna mit dem 1725 erbauten Kirchenschiff und dem 1743 errichteten Turm sowie die Kirche im heutigen Merseburger Stadtteil Kötzschen. Der Bau des Merseburger Schlossgartensalons zwischen 1727 und 1737, der als Pavillon für Gartenfeste diente, erfolgte noch im Auftrag des 1731 verstorbenen Herzogs Moritz Wilhelm. Ebenso die Umgestaltung der Hoffassade des Schlosses mit barocken Schmuckelementen 1730 und die Ausstattung der Schlosskapelle 1731. Aus seiner Feder stammt auch ein 1747 angefertigter, aber nicht ausgeführter Entwurf für eine neue Haube auf den am 8. Dezember 1744 abgebrannten Königs- oder Hausmannsturm in Merseburg.
Außerhalb von Merseburg nahm August Ludwig von Anhalt-Köthen die Dienste Hoppenhaupts in Anspruch und ließ ihn 1729 die Festillumination der Orangerie in Köthen arrangieren, 1731 die Schlosskapelle ausbauen und bildhauerisch gestalten sowie 1734 ein Gutachten über den Erhaltungszustand des südwestlichen Schlossflügels erstellen. Für den Nachfolger im Haus Sachsen-Merseburg, Herzog Heinrich, baute Hoppenhaupt 1735 den Herzogspavillons in Lauchstädt und 1737/38 die so genannte „Obere Wasserkunst“, ein turmartiges Barockgebäude in der ehemaligen Klosteranlage Altenburg, von dem aus das Merseburger Schloss und die Domfreiheit mit Wasser aus der Saale versorgt wurde.
Mit dem Tod des Herzogs Heinrich starb die Merseburger Herzoglinie 1738 im Mannesstamm aus, so dass die Sekundogenitur an das Kurfürstentum Sachsen zurückfiel. Hoppenhaupt verblieb weiterhin in seinem Amt und wurde durch den regierenden sächsischen Kurfürsten Friedrich August II. mit dem Titel Königlich Polnischer, Churfürstlich Sächsischer und Stift Merseburgischer Landbaumeister bestätigt.

## Familie
Hoppenhaupt wohnte mit seiner Familie seit 1744 in einem bereits 1717 erworbenen Haus in der Merseburger Unteraltenburg, im Volksmund „Versunkenes Schlösschen“ genannt. Er gestaltete es mit Zwerchhaus, Eingangsaltan und Pilastern um. Das Gebäude wurde 1988 abgetragen und 1998 mit einer rekonstruierten Fassade wieder aufgebaut. Nach dem Tod Johann Michael Hoppenhaupts 1751, führte der jüngste Sohn Moritz Ehrenreich das väterliche Geschäft in Merseburg weiter. Der älteste Sohn Johann Michael (der Ältere) und der nachfolgende Johann Christian (der Jüngere) – die zur Unterscheidung ihrer Arbeiten den Namenszusatz der Ältere, beziehungsweise der Jüngere bekamen – wirkten hauptsächlich in Preußen zur Zeit Friedrichs II. und  waren neben weiteren Künstlern maßgeblich am Dekorationsstil des so genannten „Friderizianischen Rokoko“  beteiligt. Die Söhne stammten aus der ersten Ehe mit Dorothea Catharina Hübner. Nach ihrem Tod ging Hoppenhaupt 1745 mit Elisabeth Niehrens eine zweite Ehe ein.